# Pozo de Almoguera
Pozo de Almoguera ist ein Ort und eine Gemeinde (municipio) mit 109 Einwohnern (Stand: 2024) im Südwesten der Provinz Guadalajara in der Autonomen Gemeinschaft Kastilien-La Mancha. 

## Lage und Klima
Pozo de Almoguera liegt in einer Höhe von ca. 795 m in der Kulturlandschaft der Alcarria. Die Entfernung zur nordnordwestlich gelegenen Provinzhauptstadt Guadalajara beträgt ca. 40 Kilometer (Fahrtstrecke). Das Klima ist gemäßigt bis warm; Regen (534 mm/Jahr) fällt übers Jahr verteilt.

## Bevölkerungsentwicklung
| Jahr      | 1970 | 1981 | 1991 | 2001 | 2011 | 2021 |
| Einwohner | 289  | 262  | 230  | 161  | 122  | 104  |

## Sehenswürdigkeiten

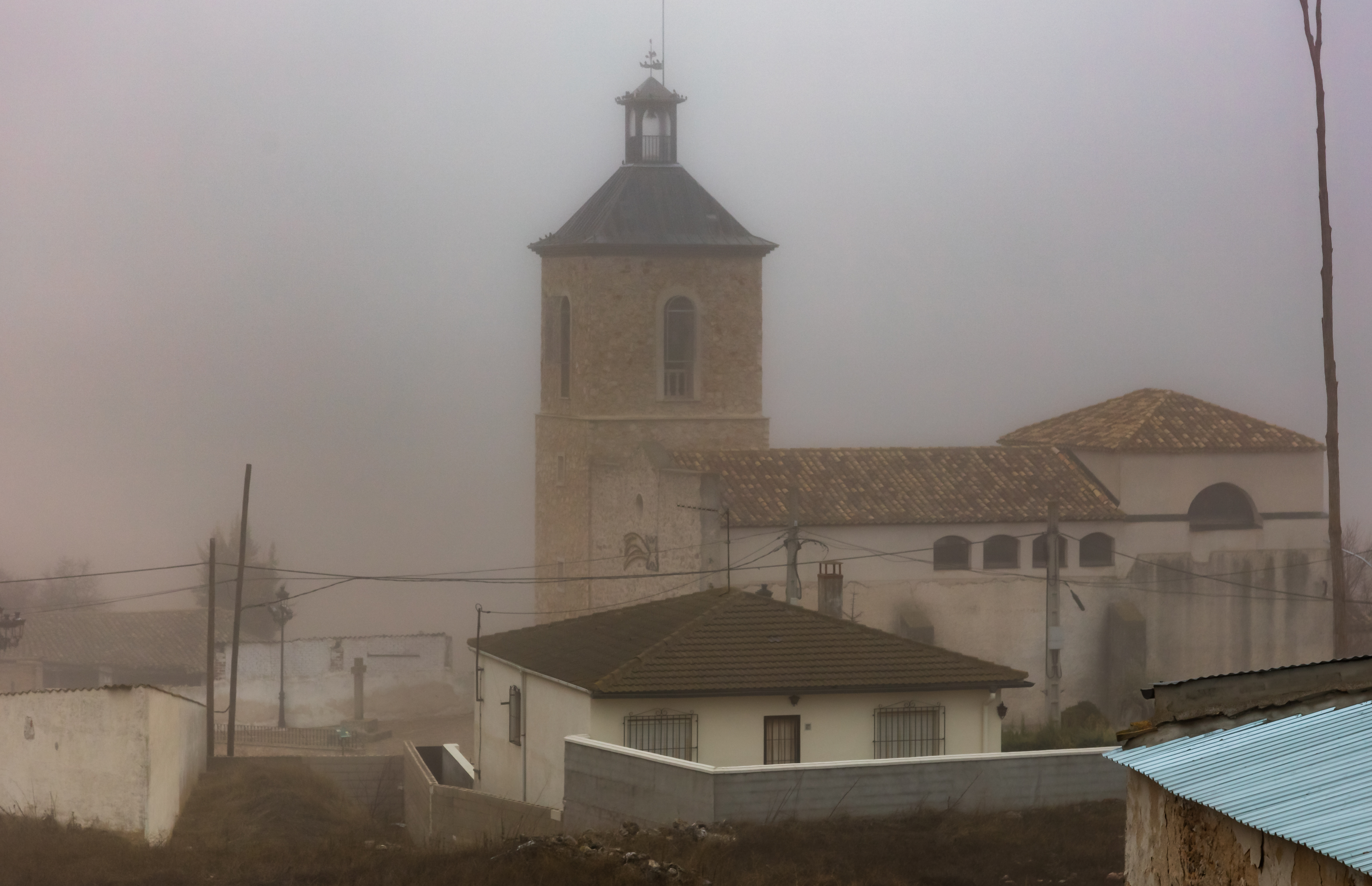
Martinskirche

- Martinskirche